# SS Iberian (1900)
SS Iberian (1900) a fost o navă britanică de marfă din timpul Primului Război Mondial care a fost torpilată de submarinul german SM U-28 în Oceanul Atlantic la 9 mile marine (17 km) la sud-vest de Fastnet Rock (51 ° 15'N 9 ° 36'WCoordonate: 51 ° 15'N 9 ° 36'W) în timp ce călătorea din Manchester, Marea Britanie spre Boston, Statele Unite, cu o încărcătură bogată.

## Construcția
Iberian a fost construită în anul 1900 la șantierul naval Sir James Laing & Sons Ltd. din Sunderland, Regatul Unit. Ea a fost terminată și lansată la apă în anul 1900. Nava avea 133,2 metri lungime, cu o lățime de 14,9 metri și o înălțime de 9,1 metri. Nava a fost evaluată la 5.223 de tone. Avea un motor cu triplă expansiune de cca 470 cai putere.

## Scufundarea
În timp ce Iberian călătorea din Manchester, Marea Britanie spre Boston, Statele Unite, ea a fost văzută de submarinul german SM U-28 în Oceanul Atlantic, la 9 mile marine (17 km) la sud de vest de Fastnet Rock, Irlanda, la data de 30 iulie 1915. Submarinul a tras o torpilă, care a avut ca consecință uciderea a 7 membri ai echipajului. Iberian s-a scufundat mai întâi sub valuri, ofițerii de la bordul navei au raportat că vaporul s-a scufundat atât de repede încât epava sa a rămas aproape vertical în aer înainte de a se scufunda în scurt timp după atac.

### Misteriosul monstru de mare
Conform căpitanului Forstner, care a consemnat ulterior acest fapt în jurnalul de bord al submarinului, la cca 25 de secunde după scufundarea navei, cazanele motoarelor au explodat. Puțin după aceea, din valuri a țâșnit o coloană de apă conținând sfărâmăturile vaporului și, printre ele, un animal marin uriaș.
În acel moment, U-28 staționa la suprafață și pe puntea de comandă se aflau șase membri ai echipajului: căpitanul submarinului, doi ofițeri de gardă, șeful mecanicilor, secundul și timonierul. Cu toții au fost martori la apariția dintre valuri a unei creaturi marine descrisă ca fiind asemănătoare cu un crocodil gigantic, cu patru labe înotătoare puternice și cu un cap lung ascuțit. După spusele echipajului, creatura avea cel puțin 20 de metri lungime. Din păcate, echipajul nu a reușit să facă o fotografie, deoarece animalul a scăpat din vedere după doar zece sau cincisprezece secunde. 
Totuși, creatura nu a mai fost văzută niciodată după acel incident și până în ziua de astăzi nu au existat întrebări legate de locul sau originea creaturii. Însă câțiva oameni de știință sunt de părere că presupusul monstru marin, conform descrierii făcute de echipajul respectivului submarin, ar fi fost un exemplar viu de tilozaur (Tylosaurus), o specie de reptilă marină preistorică, care a trăit în mezozoic, acum aproximativ 160 de milioane de ani în urmă.

## Epava
Epava Iberiei se află scufundată la 9 mile marine (17 km) sud-vest de Fastnet Rock, Irlanda, la o adâncime de aproximativ 104 metri (51 ° 15'N 9 ° 36'W).